# 1. Club für Rasenspiele 1896 e. V.
1. Club für Rasenpiele Pforzheim 1896 e.V. é uma agremiação alemã fundada a 1 de julho de 2010 e sediada em Pforzheim, na borda oeste de Baden-Württemberg. O clube é o resultado da fusão de dois rivais locais, 1. FC Pforzheim e VfR Pforzheim.

## História

### 1. FC Pforzheim

1. FC Pforzheim.

O Erste Fussball Club Pforzheim foi fundado a 5 de maio de 1896. A equipe logo se afirma como uma das mais sólidas de sua região. Em 1906, conquista o título de campeão da Alemanha do Sul, batendo na final o Karlsruher FV, o então vice-campeão alemão. A vitória o permite de participar da fase final do Campeonato Alemão, temporada 1905-1906. Nas quartas de final, o Pforzheim elimina em Mannheim, o MFG 96, VfL Köln 99, o qual era tido como favorito, por 4 a 2, após a prorrogação. Nas semifinais, o 1. FC goleou por 4 a 0 o SV Blau-Weiss Berlin, o então campeão alemão. Mas na final, no estádio "an der Ziegelgasse", em Nuremberg, o VfB Leipzig provou ser um adversário valoroso, e o bateu por 2 a 1.
Nos anos que se seguiram ao título de vice-campeão nacional, o 1. FC Pforzheim recuou para o meio do pelotão em sua liga regional. A Primeira Guerra Mundial interrompeu as competições. Após o seu término, o Pforzheim foi inserido na Kreisliga Südwest, que se tornou, em seguida, a Bezirksliga Württemberg-Baden. O clube acabou rebaixado da mais alta liga em 1926, mas retornou três anos depois.
Em 1933, com o advento do Terceiro Reich, os nazistas decidiram reformular as competições. Foram criadas as Gauligas, dezesseis divisões máximas divididas geograficamente tendo o valor de primeira divisão. O 1. FC Pforzheim foi incluído na Gauliga Baden, permanecendo nesta até o fim do conflito, conquistando três títulos de vice-campeão desta liga.
Em 1945, a agremiação foi dissolvida pelos aliados, como todas as associações alemãs, incluindo as esportivas, segundo um processo de desnazificação. Contudo, foi rapidamente reconstituído. De 1950 a 1963, jogou na 2. Oberliga Süd, o segundo nível da hierarquia do futebol alemão. Em 1962, o time deixou de ascender à Oberliga Süd, por dois pontos, ficando atrás do
SSV Ulm 1846. No ano seguinte, se qualifica em quarto, sendo selecionado um dos fundadores da Regionalliga Süd, a nova segunda divisão.
A permanência no nível 2 dura até o término da temporada 1966-1967. Na seguinte, o time se sagra campeão da Amateurliga Nordbaden (III), atrás do VfL Neckarau, depois, em 1969, atrás do FC Germania Forst. Dois anos mais tarde, mais um novo vice-campeonato, dessa vez ao perder para o SV Waldhof Mannheim. A equipe resta como uma das primeiras da liga até 1978, quando se classifica em quarto lugar. Essa campanha lhe permite a qualificação para a Oberliga Baden-Württemberg, instaurada a partir da temporada seguinte como o terceiro nível da pirâmide do futebol alemão.
O 1. FC Pforzheim foi rebaixado ao nível 4 após uma única temporada. Passa então à Amateurliga Nordbaden até o término da temporada 1984-1985, quando conquista o título e retorna à Oberliga. Em quarto nessa divisão, atua duas outras temporadas chegando sempre no meio da tabela. Depois consegue um vice-campeonato ao ficar atrás do Reutlingen 05, em 1989.
Na temporada seguinte, sua colocação final na Oberliga Baden-Württemberg foi bastante similar. Mas em 1991, o time se sagrou campeão e tomou parte da fase final dos play-offs para ascender à 2. Bundesliga, a segunda divisão. Mas a equipe capitula ao ficar atrás do promovido Munique 1860 e KSV Hessen Kassel, porém, à frente do Borussia Neunkirchen.
Nas temporadas seguinte, o 1. FCP recua na tábua de classificação, ao terminar em décimo, em 1994. A campanha lhe permitiu de permanecer na Oberliga, mas esta se tornou o nível 4 na temporada seguinte a partir da instauração da Regionalliga como terceiro estágio.
Em 1997, o 1. FC Pforzheim foi vice-campeão do SV Kirchheim/Teck. Quatro anos mais tarde, fica a a dois pontos do TSG Hoffenheim, que começaria a sua grande aventura que o levaria a integrar no futuro a Bundesliga.
Durante a temporada 2003-2004, a agremiação foi declarada falida e deixou a Oberliga para cair ao quinto nível, a Verbandsliga Nordbaden. A equipe reage e conquista o título, em 2006, mas não reuniu condições para se manter na Oberliga ao fim da temporada seguinte. O time, então, permanece na Verbandsliga, que do nível 5 passa ao 6 com a instauração da 3. Liga, em 2008.
Em 1 de julho de 2010, o 1. FC Pforzheim se une ao seu vizinho e rival VfR Pforzheim.

### VfR Pforzheim

VfR Pforzheim.

O clube foi fundado, em 1897, com o nome de FC Alemannia Pforzheim. Em 12 de setembro de 1912 o time se une a outros dois clubes, FC Viktoria Pforzheim e Pforzheim Phönix, ambos criados em 1906, para formar o Porzheim VfR. Em 1919, o FC Ostadt também se uniu à fusão.
Após a Primeira Guerra Mundial, o futebol foi reorganizado na área de Pforzheim com a criação da Kreisliga Südwest, que era então o mais alto padrão superior. O time foi então retomado com o fim do conflito e atuou nessa divisão até 1922. Na década seguinte, o clube conseguiu subir à divisão superior.
Na temporada 1943-1944, o VfR aderiu à Gauliga Baden, uma liga criada em 1933 sob a égide dos nazistas. Em 1945, o time foi dissolvido pelos aliados, como todas as associações, incluindo as esportivas. Rapidamente restaurado, o clube tomou o nome de VfR Porzheim e passou a integrar a Landesliga Nordbaden (II), obtendo algum sucesso com a conquista do grupo do sul da liga em 1948. Dois anos mais tarde, a divisão se tornou a Amateurliga Nordbaden, passou ao nível 3, após a criação da Oberliga Süd. O VfR foi relegado ao módulo quarto em 1952. O time retornou à terceira divisão, mas caiu novamente após duas temporadas. Passaria a alternar participações entre o terceiro e o quarto nível, permanecendo mais tarde de uma forma mais sustentável na terceira divisão.
No final da temporada 1958-1959 o VfR foi campeão da Amateurliga Nordbaden, reunindo condições de participar da última fase para chegar a 2. Oberliga Süd. Mas o time falhou e ficou atrás dos promovidos SpVgg Bayreuth e FC Singen 04.
Nos anos seguintes, o time continua a atuar em alto nível e consegue vários acessos. No final da temporada 1964-1965, o VfR Pforzheim termina vice-campeão, atrás do Karlsruher SC II. No entanto, esta equipe reserva não poderia subir ao nível 2. Portanto, o VfR chegou à Regionalliga Süd, a então segunda divisão da época, instaurada dois anos antes, a partir da criação da Bundesliga. A estada do clube nesse módulo não dura porém mais do que uma temporada.
Em seguida, o VfR Pforzheim recua ao terceiro nível até 1974, ao sofrer mais um descenso. Vencedor de seu grupo, falhou em sua tentativa de subir diante do VfB Bretten. Em 1976, o clube passou a reintegrar a Amateurliga Nordbaden.
Em 1986, foi rebaixado ao quinto nível da pirâmide alemã, a Landesliga Nordbaden, Grupo 3, ficando duas temporadas antes de retornar. Em 1992, o VfR foi campeão da Verbandsliga e chegou à Oberliga Baden-Württemberg.
Na terceira divisão, o VfR Pforzheim se salvou graças a uma melhor diferença de gols em comparação ao SV Schwetzingen. Quinto na temporada seguinte, o clube integraria a quarta divisão a partir da criação da Regionalliga, que passou a ter o status de terceira divisão. No fim da temporada 1994-1995, o VfR foi vice-campeão atrás do SV Sandhausen, participando da fase final para uma eventual ascensão ao módulo imediatamente superior. Ao vencer por 4 a 0 o SpVgg Bayreuth, suas esperanças se evaporaram após uma derrota por 3 a 1 diante do Eintracht Frankfurt II. Endividado, o clube decide não disputar a Oberliga. Consequentemente, a equipe principal toma o lugar da reserva para a disputa da Bezirksliga, a sétima divisão. Todos os jogadores do time principal permaneceram, somados a quatro da equipe reserva. Apesar da delicada situação, o clube mantem assegurada sua manutenção no sétimo nível.
O VfR Pforzheim alterna algumas temporadas entre os módulos 6, 7 ou 8 do futebol alemão, até que em julho de 2010 se une ao vizinho 1. FC Pforzheim.

## Títulos
1. FC Pforzheim
- Vice-campeão alemão: 1905-1906 (batido por 2 a 1 na final pelo VfB Leipzig em Nuremberg);
- Campeão de Alemanha do Sul: 1906;
- Campeão da Kreisliga Südwest: 1921, 1923;
- Campeão da Bezirksliga Baden: 1932;
- Vice-campeão da Gauliga Baden: 1936, 1938, 1939;
- Campeão da Landesliga Nordbaden: 1949;
- Campeão da Verbandsliga Nordbaden: 1985, 2006;
- Campeão da Oberliga Baden-Württemberg: 1991;
- Campeão da Nordbaden Pokal: 1987, 1989, 1993;

VfR Pforzheim
- Campeão da Landesliga Nordbaden, Grupo Süd: 1948;
- Campeão da Amateurliga Nordbaden: 1959;
- Campeão da Verbandsliga Nordbaden: 1992;
- Campeão da 2. Amateurliga Mittelbaden: 1953, 1956, 1975, 1977;
- Campeão da Landesliga Nordbaden, Grupo 3: 1989;

## Cronologia recente
A recente performance do clube:
| Temporada | Divisão                | Módulo | Posição |
| 2010–11   | Verbandsliga Nordbaden | VI     | 7ª      |
| 2011–12   | Verbandsliga Nordbaden | VI     | 12ª     |
| 2012–13   | Verbandsliga Nordbaden | ª      |         |

## Datas históricas
- 1896 - 5 de maio de 1896, fundação do ERSTE FUSSBALL CLUB PFORZHEIM.
- 1897 - Fundação do FUSSBALL CLUB ALEMANNIA PFORZHEIM.
- 1906 - Fundação do FUSSBALL CLUB VIKTORIA PFORZHEIM e do PHÖNIX PFORZHEIM.
- 1912 - 12 de setembro de 1912, fusão do FUSSBALL CLUB ALEMANNIA PFORZHEIM com o FUSSBALL CLUB VIKTORIA PFORZHEIM e o PHÖNIX PFORZHEIM para formar o VEREIN für RASENSPIEL PFORZHEIM.
- 1919 - VEREIN für RASENSPIEL PFORZHEIM se une ao FUSSBALL CLUB OSTADT para formar o VEREIN für RASENSPIEL PFORZHEIM.
- 2010 - 1 de julho de 2010, o ERSTE FUSSBALL CLUB PFORZHEIM se funde ao VEREIN für RASENSPIEL PFORZHEIM para formar o ERSTE CLUB für RASENSPIEL PFORZHEIM.

## Fonte
- Grüne, Hardy (2001). Vereinslexikon. Kassel: AGON Sportverlag ISBN 3-89784-147-9